# AS-44
El AS-44 fue un fusil de asalto experimental soviético desarrollado por Alexei Sudayev en 1944, para el cartucho provisional 7,62 x 41, que fue presentado en el concurso organizado por el Comisariado Popular de Defensa de la URSS. Posteriormente, el fusil de asalto AK-47 adoptó muchas de las características del AS-44.

## Historia
Entre 1942 y 1943 las tropas soviéticas que peleaban en el Frente del Vóljov  capturaron varias carabinas automáticas Mkb.42 (H) alemanas. Esta nueva arma inmediatamente llamó la atención de los militares soviéticos, al punto que en julio de 1943 se formó un consejo técnico del Comisariado de Armamentos del Pueblo para analizar los distintos fusiles automáticos extranjeros. No sólo el Mkb.42 (H) fue evaluado, sino también la carabina M1 de calibre 7,62 mm que habían recibido a través de la Ley de Préstamo y Arriendo. Como resultado, se decidió crear un arma similar con un alcance efectivo de 400 a 500 m. Sin embargo, no existía en la Unión Soviética un cartucho de potencia intermedia, por lo que se tomó la decisión de diseñar un cartucho nuevo.
El trabajo fue encomendado al diseñador jefe Nikolay Mikhaylovich Elizarov de la OKB-44 (Oficina de diseños experimentales), en colaboración con otros importantes diseñadores de armas. En tiempo récord, para octubre de 1943 y luego de las pruebas de campo, la primera variante del cartucho fue adoptado para el servicio, comenzando la producción de cantidad en diciembre de ese año; recibió la designación GRAU 57-N-231. Su casquillo tenía originalmente una longitud de 41 mm, pero en un desarrollo posterior fue acortado a 39 mm. Su energía en boca era aproximadamente 2/3 de la del cartucho de fusil 7,62 x 54 R, y su balística era superior a la del 7,62 x 33 estadounidense.

## Concurso
En noviembre de 1943 se anunció un concurso para el desarrollo de armas de carga automática para el nuevo cartucho. Se presentaron varios diseños de Degtiariov (dos ametralladoras, una basada en la DP-27, y la otra con cinta), Tokarev (basado en el SVT-40), Simon, Korovin, Kuzmischeva, Sudayev y Shpagin.
En la primera etapa se decidió que ninguna de las armas cumplía con los requisitos originales, pero el modelo presentado por Alexéi Sudayev con la designación AS-44 fue el ganador y reconocido como el mejor luego de una combinación de pruebas. Este fusil demostró ser bastante bueno, pero algunas piezas demostraron tener una vida útil muy corta. Se recomendó modificar el arma para mejorar esas piezas y la fiabilidad del mecanismo. En agosto de 1944 se realizó una segunda serie de pruebas, en las que participaron también Bulkin (con un fusil basado en la ametralladora Bren) y Shpagin (basado en el PPSh-41). El modelo de Shpagin fue eliminado rápidamente porque su sistema era inadecuado para el cartucho de potencia intermedia. El AS-44 resultó ser nuevamente el mejor de todos, pero no hubo un claro ganador. En la primavera de 1945, después de una serie de mejoras que facilitaban la producción, se fabricó un lote experimental en la fábrica de armas de Tula. Las pruebas se hicieron después de terminada la guerra por el Grupo de Fuerzas Soviéticas en Alemania, así como también en Moscú, Leningrado y otras regiones.  La experiencia fue positiva, pero los líderes exigieron que se reduzca el peso del arma.
En octubre de 1945 Sudayev presentó un fusil modernizado llamado OAS (Automático Liviano Sudayev), sin bípode. Las pruebas mostraron una disminución en la precisión y otros fallos, por lo que la comisión exigió que fueran solucionados. Sin embargo, Alexei Sudayev cayó repentinamente enfermo, y murió al año siguiente, el 17 de agosto de 1946, por lo que todo desarrollo quedó detenido. Este año, en la siguiente serie de pruebas, el mejor modelo fue el presentado por Kaláshnikov, y en noviembre se aprobó el proyecto para la fabricación de un prototipo en Kovrov, denominado AK-46.

## Descripción
Sudayev construyó siete prototipos distintos con ligeras variaciones de peso, longitud y otras características para el concurso de diseño de fusiles. El formato del AS-44 era similar al del StG 44, con culata de madera fija, pistolete de madera, alza ajustable, cargardor extraíble curvo de 30 cartuchos, guardamanos de madera, bípode de metal, cilindro de gases montado sobre el cañón, punto de mira encapuchado, bocacha apagallamas y riel para bayoneta. El AS-44 tenía piezas de chapa de acero estampada para reducir costos y agilizar la producción.
- El primer prototipo era un fusil con selector de modo de disparo, que podía disparar en modo semiautomático y automático, con la manija de amartillado y el seguro-selector en la parte posterior del lado izquierdo del cajón de mecanismos. Los primeros seis prototipos tenían cerrojos oscilantes, que ya habían sido empleados por los checoslovacos en la ametralladora ligera ZB vz. 26, así como también en el StG 44.[2]
- El segundo prototipo tenía un cilindro de gas mejorado y la manija de amartillado fue instalada en el lado derecho del cajón de mecanismos, encima del brocal del cargador. Su pistolete de madera era plegable, por lo que el seguro-selector fue instalado dentro del guardamonte delante del gatillo. El fusil pesaba 4,7 kg y tenía una longitud de 990 mm, siendo la longitud de su cañón de 485 mm.[1]
- El tercer prototipo era un fusil automático sin selector de modo de disparo. La cubierta protectora de la portilla de eyección fue modificada con dos entalles para encajar la manija de amartillado y servir como un seguro durante la marcha. El cañón no tenía bocacha apagallamas, pero tenía tres agujeros a cada lado delante del punto de mira para funcionar como un freno de boca y no tenía riel para bayoneta. El fusil pesaba 4,5 kg y tenía una longitud de 900 mm, siendo la longitud de su cañón de 400 mm.[1]
- El cuarto, quinto y sexto prototipo se distinguían del tercero por no tener freno de boca y llevar el seguro-selector en el lado izquierdo del cajón de mecanismos, encima del guardamonte. También tenían bípodes y rieles para bayoneta. Los fusiles pesaban 5,4 kg y tenían una longitud de 1.030 mm, siendo la longitud de sus cañones de 490-500 mm.[1]
- En octubre de 1945, Sudayev presentó una versión aligerada basada en su cuarto prototipo para ser probada. El séptimo prototipo era accionado mediante retroceso retardado por gas. A pesar de que era más ligero por la eliminación del bípode, su retroceso, precisión y durabilidad fueron afectadas negativamente. El fusil pesaba 5,4 kg y tenía una longitud de 1.030 mm, siendo la longitud de su cañón de 495 mm.[1]